# 유빙

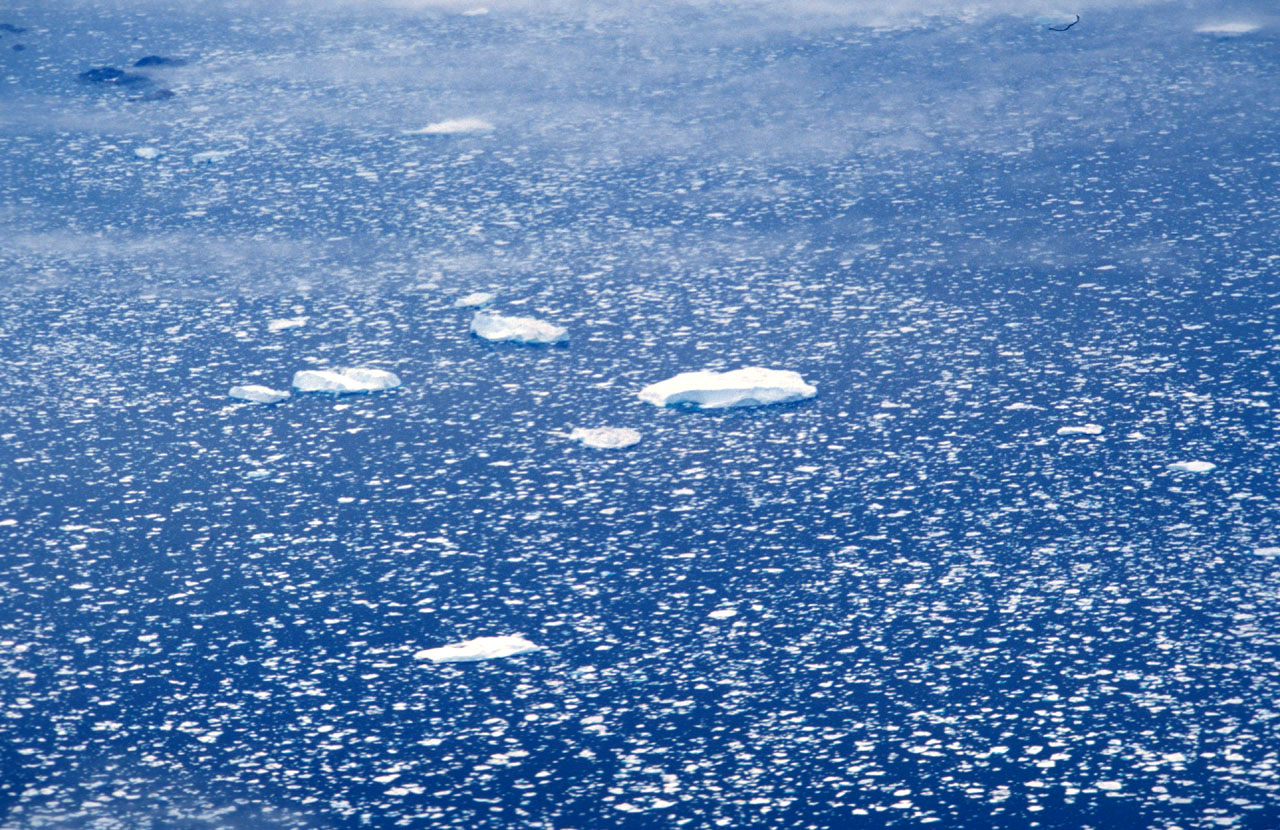
그린란드 일대의 유빙.

유빙(流氷)은 넓은 지역을 떠다니는 부빙이 느슨하게 모여서 이루어진 얼음덩어리이다.

## 대표적 유빙 발생 지역
유빙은 주로 시베리아 전역 해안, 알래스카 연안, 북대서양, 북태평양 극북, 남극, 영국본섬 및 아이슬란드, 그린란드, 노르웨이 서부 북동부 해안, 일본열도 극북 등 추운 지방이라면 나타나는 흔한 현상이다.

## 한반도의 유빙
유빙은 한반도에도 형성되거나 흘러 들어온다. 강원도를 제외한 조선민주주의인민공화국 대부분과 대한민국 서해 일부 해안이 유빙형성대에 있다. 겨울철 중 기온이 낮아지면 동해안에는 시베리아에서 결집된 유빙이 떠내려 오기도 하며, 서해안은 극심한 저온으로 인해 서한만 바닷물이 급속 결빙되어 갈라지면 서해 일대엔 거대한 유빙층이 형성된다. 대한민국 서해안 또한 연안 결빙으로 인한 유빙이 나타난다. 서해는 압록강 북-중 국경부부터 충청남도 태안반도까지 유빙형성대이며, 동해는 북-러 두만강 국경부부터 동한만이 있는 원산까지 유빙형성대이다.